# ITF Vrnjačka Banja
Das ITF Vrnjačka Banja (offiziell: Vrnjačka Banja Open) ist ein Tennisturnier der ITF Women’s World Tennis Tour, das in Vrnjačka Banja, Serbien ausgetragen wird.

## Siegerliste

### Einzel
| Jahr                   | Siegerin                                 | Finalgegnerin                            | Ergebnis                                 |
| ---------------------- | ---------------------------------------- | ---------------------------------------- | ---------------------------------------- |
| ↓ Kategorie: $10.000 ↓ |                                          |                                          |                                          |
| 2013                   | Rebecca Šramková                         | Dunja Stamenković                        | 6:3, 6:2                                 |
| 2014                   | Valentini Grammatikopoulou               | Dea Herdželaš                            | 1:6, 6:3, 7:65                           |
| 2015                   | Lina Gjorcheska                          | Nina Potočnik                            | 6:74, 6:1, 6:0                           |
| 2016                   | Sofya Golubovskaya                       | Bojana Marković                          | 6:3, 6:2                                 |
| ↓ Kategorie: $15.000 ↓ |                                          |                                          |                                          |
| 2017                   | Oana Gavrilă                             | Marie Benoît                             | 6:73, 6:4, 7:5                           |
| 2018                   | Draginja Vuković                         | Amina Anschba                            | 6:2, 6:4                                 |
| 2019                   | Silvia Njirić                            | Oana Gavrilă                             | 6:0, 6:3                                 |
| 2020                   | auf Grund der COVID-19-Pandemie abgesagt | auf Grund der COVID-19-Pandemie abgesagt | auf Grund der COVID-19-Pandemie abgesagt |
| ↓ Kategorie: $25.000 ↓ |                                          |                                          |                                          |
| 2021                   | Cristina Dinu                            | Anna Sisková                             | 6:1, 7:5                                 |
| 2022 (1)               | Mia Ristić                               | Cristina Dinu                            | 0:6, 7:5, 7:5                            |
| ↓ Kategorie: W60 ↓     |                                          |                                          |                                          |
| 2022 (2)               | Aliona Bolsova                           | Nina Potočnik                            | 7–5, 6–1                                 |
| ↓ Kategorie: W25 ↓     |                                          |                                          |                                          |
| 2023                   |                                          |                                          | demnächst                                |

### Doppel
| Jahr                   | Siegerinnen                          | Finalgegnerinnen                       | Ergebnis                             |
| ---------------------- | ------------------------------------ | -------------------------------------- | ------------------------------------ |
| ↓ Kategorie: $10.000 ↓ |                                      |                                        |                                      |
| 2013                   | Lina Gjorcheska Polina Leikina       | Rebecca Šramková Natália Vajdová       | 6:4, 6:3                             |
| 2014                   | Dea Herdželaš Nina Stojanović        | Darja Lodikowa Kateryna Sliusar        | 6:3, 6:0                             |
| 2015                   | Lina Gjorcheska Chantal Škamlová     | Marina Lazić Bojana Marinković         | 6:4, 6:0                             |
| 2016                   | Tamara Čurović Sandra Jamrichová     | Kristina Ostojić Ani Wangelowa         | 6:3, 6:2                             |
| ↓ Kategorie: $15.000 ↓ |                                      |                                        |                                      |
| 2017                   | Oana Gavrilă Jelena Stojanovic       | Polina Golubowskaja Sofja Golubowskaja | 7:62, 6:3                            |
| 2018                   | Joëlle Steur Julyette Steur          | Anna Makhorkina Miriana Tona           | 6:2, 6:3                             |
| 2019                   | Mariana Dražić Justina Mikulskytė    | Kristýna Hrabalová Laura Svatíková     | 6:2, 7:65                            |
| 2020                   | auf Grund COVID-19-Pandemie abgesagt | auf Grund COVID-19-Pandemie abgesagt   | auf Grund COVID-19-Pandemie abgesagt |
| ↓ Kategorie: $25.000 ↓ |                                      |                                        |                                      |
| 2021                   | Carolina Alves Andrea Gámiz          | Ioana Loredana Roșca Sandra Samir      | 6:4, 6:1                             |
| 2022 (1)               | Cristina Dinu Walerija Strachowa     | Emily Appleton Prarthana Thombare      | 6:1, 4:6, [10:8]                     |
| ↓ Kategorie: W60 ↓     |                                      |                                        |                                      |
| 2022 (2)               | Darja Astachowa Jekaterina Reingold  | Cristina Dinu Nika Radišić             | 3:6, 6:2, [10:8]                     |
| ↓ Kategorie: W25 ↓     |                                      |                                        |                                      |
| 2023                   |                                      |                                        | demnächst                            |

## Quelle
- ITF Homepage